# Championnats de Tunisie de Scrabble francophone
Les championnats de Tunisie de Scrabble francophone se disputent depuis 1979. Ils sont organisés par l'Association tunisienne de Scrabble (ASTUS).

## Palmarès
| Année | Vainqueur         |
| ----- | ----------------- |
| 1979  | Abderrazak Ouarda |
| 1980  | Abderrazak Ouarda |
| 1981  | Saïd Frikha       |
| 1982  | Abderrazak Ouarda |
| 1983  | Saïd Frikha       |
| 1984  | Abderrazak Ouarda |
| 1985  | Abderrazak Ouarda |
| 1986  | Abderrazak Ouarda |
| 1987  | Abderrazak Ouarda |
| 1988  | Zouheir Aloulou   |
| 1989  | Abderrazak Ouarda |
| 1990  | non-disputé       |
| 1991  | non-disputé       |
| 1992  | Abderrazak Ouarda |
| 1993  | Abderrazak Ouarda |
| 1994  | Samir Naouel      |
| 1995  | Zouheir Aloulou   |
| 1996  | Zouheir Aloulou   |
| 1997  | Abderrazak Ouarda |
| 1998  | Zouheir Aloulou   |
| 1999  | Abderrazak Ouarda |
| 2000  | Zouheir Aloulou   |
| 2001  | Zouheir Aloulou   |
| 2002  | Abderrazak Ouarda |
| 2003  | Zouheir Aloulou   |
| 2004  | Samir Naouel      |
| 2005  | Abderrazak Ouarda |
| 2006  |                   |
| 2007  | Zouheir Aloulou   |
| 2008  |                   |
| 2009  |                   |
| 2010  |                   |
| 2011  |                   |
| 2012  |                   |

## Classement par nombre de tournois remportés
1. Abderrazak Ouarda (14)
2. Zouheir Aloulou (8)
3. Saïd Frikha et Samir Naouel (2)